# Anacampserotaceae
Anacampserotaceae is een botanische naam, voor een familie van tweezaadlobbige planten. Een familie onder deze naam wordt zelden erkend door systemen voor plantentaxonomie, maar wel door de Angiosperm Phylogeny Website [2 november 2009] en het APG III systeem (2009), alwaar ze in de orde Caryophyllales geplaatst wordt.
Het gaat dan om een vrij kleine familie met soorten die voorheen werden ingedeeld in de Portulacaceae.

## Geslachten[1]
- Anacampseros L.
- Grahamia Gillies ex Hook. & Arn.
- Talinopsis A.Gray